# Чечот, Иван Дмитриевич
Ива́н Дми́триевич Чечо́т — российский искусствовед, кандидат искусствоведения, руководитель Центра искусствознания и доцент кафедры междисциплинарных исследований и практик в области искусств Факультета свободных искусств и наук СПбГУ (Смольный институт), ведущий научный сотрудник Российского института истории искусства. Специалист по немецкому искусству, истории искусствознания, знаток культуры Восточной Пруссии (Калининградской обл.). Является автором более 40 научных работ.

## Биография
Сын правоведа Д. М. Чечота (1923—2004).
Окончил исторический факультет ЛГУ. В 1983 году защитил кандидатскую диссертацию «„Основные понятия истории искусства“ Генриха Вёльфлина. Опыт исследования искусствоведческой теории и методологии».
С 1976 по 1997 год преподаватель, доцент кафедры истории искусства исторического факультета СПбГУ.
C 1998 года преподаёт в рамках направления «Искусства и гуманитарные науки» СПбГУ (доцент Факультета свободных искусств и наук). Профессор факультета истории искусств Европейского университета в Санкт-Петербурге. Член попечительского совета, педагог Высшей школы режиссёров и сценаристов в Санкт-Петербурге.
В 1986 году организатор «Ленинградского клуба искусствоведов», тесно связанного с неофициальным искусством того времени. В 1992 году организатор художественной галереи «Navicula Artis». С 1994 года руководитель Сектора истории и теории изобразительного искусства и архитектуры РИИИ.
С 1997 года приглашённый профессор Института истории искусств Венского университета, с 1998 года профессор факультета культурологии Университета Виадрина (Франкфурт-на-Одере). Член общества Макса Бекмана (Мюнхен).
Представитель России во Всемирном комитете историков искусства. Был избран членом экспертного совета Центра современного искусства (Фонд Сороса).

## Публикации
- Чечот И. Д. От Бекмана до Брекера. Статьи и фрагменты. — СПб: Мастерская «Сеанс», 2016. 624 с.
- Рассказы о художниках: История искусства XX века/ Сост. Е. Ю. Андреева, И. Д. Чечот. — СПб: Академический проект, 1999
- Чечот И. Д.Эгон Шиле: Заметки в кабинете // Поэзия и критика. Вып. 1. СПб., 1994. C.51-62.

Список публикаций Ивана Чечота по состоянию на 2004 год опубликован в: Festschrift für Ivan Czeczot. Сборник в честь Ивана Чечота. СПб., Бельведер, 2004. ISBN 978-5-9259-0043-7